# 新大倉
株式会社新大倉（しんおおくら、英: Shinohkura Co,. Ltd.）は、日本の設備工事業。

## 特色
セメント・原子力発電所の設備工事業で知られる、九州支社(セメント分野)、東京支社(原子力発電所分野)、長崎支社(自衛艦・半導体分野)、九州エンジニアリング部(製薬分野)という社内カンパニー制を取っている。製薬分野では設備工事にとどまらず、EPC契約、いわゆるプラントエンジニアリング業も行っている。
社名である「新大倉」（しんおおくら）は、祖業の地、北九州市の小倉を元に、「新しい大きい事業を行う」という創業者の考えに拠る。創業者である福島末次は、松下電器の初代の福岡支社長であり、計装といった産業用機器の取扱いを行いたく独立したことが原点である。また、創業者である福島末次は、松下幸之助の直弟子であることによる人脈を強みとし、原子力発電所の建設請負では東芝、セメント工場の電気計装工事では三菱マテリアルといった大手企業との直接取引を築く。
近年では、吉富製薬のユーザーエンジニアリング会社であった吉富エンジニアリング株式会社の法人解散後、メンバーを受け入れたことによりプラントエンジニアリング業にも取り組んでいる。

## 沿革
- 1959年 - 新大倉産業株式会社として設立
- 1959年 - 本社を東京都千代田区神田錦町に、九州支社を北九州市小倉北区浅野町に設置し業務を開始
- 1969年 - 秩父事業所を開設
- 1978年 - 福島事業所を開設
- 1981年 - 女川作業所を開設
- 1982年 - 柏崎作業所を開設
- 1984年 - FA課を開設
- 1989年 - 本社を北九州市小倉北区真鶴に移転
- 1990年 - 株式会社新大倉に社名変更
- 1991年 - 長崎営業所を開設
- 2003年 - ISO9001認証取得
- 2003年 - 技術社員養成所及び試験工場にて、映画『サッド ヴァケイション』が撮影される
- 2008年 - 九州エンジニアリング部を開設
- 2024年 - 柏崎営業所を開設

## 営業品目
- 各種プラントの設計、建設および保修工事
- 各種発電所の建設および保修工事
- 製薬工場の建設および保修工事
- 各種電気設備・制御・計測装置の設計・製作・据付および修理工事
- 各種配管設備・機械装置の設計・製作・据付および修理工事
- 労働者派遣事業

## 事業所
- 本社/九州支社/九州エンジニアリング部 - 福岡県北九州市小倉北区
- 東京支社 - 東京都品川区
- 長崎支社 - 長崎県長崎市
- 柏崎営業所 - 新潟県柏崎市